# 흥신로
흥신로(Heungsin-ro)는 경기도 김포시 양촌읍 주공입구 교차로 에서 통진읍 마송초교교차로 를 잇는 도로다.

## 주요 경유지
경기도
- 김포시 (양촌읍 . 대곶면. 통진읍)

## 노선
| 이름              | 접속 노선                  | 소재지         | 소재지         | 비고           |
| 양곡1로와 직결    | 양곡1로와 직결             | 양곡1로와 직결 | 양곡1로와 직결 | 양곡1로와 직결 |
| ----------------- | -------------------------- | -------------- | -------------- | -------------- |
| 주공입구 교차로   | 지방도 제355호선 (양곡4로) | 김포시         | 양촌읍         |                |
| 오니산 교차로     | 양곡우회로                 | 김포시         | 양촌읍         |                |
| 양곡1교           |                            | 김포시         | 대곶면         |                |
| 양곡2교           |                            | 김포시         | 대곶면         |                |
| 흥신 교차로       | 불당로20번길               | 김포시         | 양촌읍         |                |
| 신촌교            |                            | 김포시         | 양촌읍         |                |
| 마송초교교차로    | 국도 제48호선 (김포대로)   | 김포시         | 통진읍         |                |
| 서암고정로와 직결 |                            |                |                |                |

## 주요 건물 및 시설
- CU 김포흥신점 (흥신로 243/흥신리 377-17)
- 이마트24 김포통진점 (흥신로 290/도사리 741-10)
- 농협 김포축산농협 본점 (흥신로 313/마송리 565-1)
- 마송초등학교 (흥신로 315/마송리 1-2)